# هامس الخيل (فلم)
هامس الخيل (بالإنجليزية: The Horse Whisperer) هو فيلم دراما أمريكي من إخراج روبرت ريدفورد، ومستوحى من وراية بنفس الاسم للكاتب نيكولاس إيفانز. صدر الفيلم عام 1998 وهو من بطولة روبرت ريدفورد نفسه وسكارليت جوهانسون.

## طاقم التمثيل
- روبرت ريدفورد بدور توم بوكر
- كريستين سكوت توماس بدور آني ماكلين
- سكارليت جوهانسون بدور غرايس ماكلين
- سام نيل بدور روبرت ماكلين
- ديان ويست بدور ديان بوكر
- كريس كوبر بدور فرانك بوكر
- شيري جونز بدور ليز هاموند
- تاي هيلمان بدور جو بوكر
- كايت بوسورث بدور جوديث
- جيسالين جيلسيغ بدور لوس، مساعدة آني
- جانيت نولان بدور السيدة. إلين بوكر

## وصلات خارجية
- مقالات تستعمل روابط فنية بلا صلة مع ويكي بيانات